# Ред-Кросс (Північна Кароліна)
Ред-Кросс (англ. Red Cross) — місто (англ. town) в США, в окрузі Стенлі штату Північна Кароліна. Населення — 762 особи (2020).

## Географія
Ред-Кросс розташований за координатами 35°15′57″ пн. ш. 80°21′44″ зх. д. / 35.26583° пн. ш. 80.36222° зх. д. (35.265952, -80.362181).  За даними Бюро перепису населення США в 2010 році місто мало площу 9,27 км², уся площа — суходіл.

## Демографія
Згідно з переписом 2010 року, у місті мешкали 742 особи в 319 домогосподарствах у складі 222 родин. Густота населення становила 80 осіб/км².  Було 340 помешкань (37/км²).
Расовий склад населення:
| - 96,2 % — білих - 1,3 % — чорних або афроамериканців - 0,7 % — азіатів - 1,3 % — осіб інших рас |

До двох чи більше рас належало 0,4 %. Частка іспаномовних становила 3,2 % від усіх жителів.
За віковим діапазоном населення розподілялося таким чином: 20,1 % — особи молодші 18 років, 61,7 % — особи у віці 18—64 років, 18,2 % — особи у віці 65 років та старші. Медіана віку мешканця становила 46,8 року. На 100 осіб жіночої статі у місті припадало 101,6 чоловіків;  на 100 жінок у віці від 18 років та старших — 97,0 чоловіків також старших 18 років.
Середній дохід на одне домашнє господарство  становив 53 679 доларів США (медіана — 42 353), а середній дохід на одну сім'ю — 67 000 доларів (медіана — 58 750). Медіана доходів становила 45 417 доларів для чоловіків та 31 518 доларів для жінок. За межею бідності перебувало 8,6 % осіб, у тому числі 3,8 % дітей у віці до 18 років та 9,3 % осіб у віці 65 років та старших.
Цивільне працевлаштоване населення становило 319 осіб. Основні галузі зайнятості: освіта, охорона здоров'я та соціальна допомога — 16,6 %, будівництво — 14,4 %, виробництво — 13,8 %.